# Riama antioquensis
Riama antioquensis — вид ящірок родини гімнофтальмових (Gymnophthalmidae). Ендемік Колумбії.

## Поширення і екологія
Riama antioquensis відомі з кількох місцевостей, розташованих в департаментах Антіокія і Кальдас. Вони живуть в тропічних лісах і садах у вологій перехідній злні між передгір'ями і горами, на висоті від 1700 до 1850 м над рівнем моря.

## Збереження
МСОП класифікує цей вид як вразливий. Riama antioquensis загрожує знищення природного середовища.